# Yūta Konishi
Yūta Konishi (japanisch 小西 勇太; * 31. Juli 1990) ist ein japanischer Hürdenläufer, der sich auf die 400-Meter-Distanz spezialisiert hat.

## Sportliche Laufbahn
Erste internationale Erfahrungen sammelte Yūta Konishi im Jahr 2015, als er bei den Asienmeisterschaften in Wuhan auf Anhieb in 49,58 s die Goldmedaille gewann und sich damit für die Weltmeisterschaften in Peking qualifizierte, bei denen er aber ebenfalls mit 49,58 s im Vorlauf ausschied. Zwei Jahre darauf belegte er dann bei den Asienmeisterschaften in Bhubaneswar in 51,72 s den achten Platz. 

## Persönliche Bestleistungen
- 400 m Hürden: 49,03 s, 23. Juni 2017 in Osaka